# Emil Hallfreðsson
Emil Hallfreðsson (ur. 29 czerwca 1984 w Hafnarfjörður) – islandzki piłkarz występujący na pozycji pomocnika we włoskim klubie Calcio Padova oraz w reprezentacji Islandii.

## Kariera klubowa
Hallfreðsson zawodową karierę rozpoczynał w klubie Hafnarfjarðar. Zadebiutował tam w 2002 roku i przez pierwsze dwa sezony pełnił tam rolę rezerwowego. W sezonie 2004 stał się podstawowym graczem Hafnarfjörður. W tamtym sezonie z klubem zdobył również mistrzostwo Islandii, Puchar Ligi Islandzkiej i Superpuchar Islandii. W Hafnarfjörður spędził w sumie trzy sezony. Łącznie rozegrał tam 27 ligowych spotkań i zdobył w nich 7 bramek.
Zimą 2005 roku przeszedł do angielskiego Tottenhamu. Po przyjściu został jednak włączony do jego rezerw. W styczniu 2006 został wypożyczony do szwedzkiego Malmö FF. W pierwszej lidze szwedzkiej zadebiutował 8 maja 2006 w wygranym 3:1 meczu z Helsingborgs IF. W Malmö spędził cały sezon 2006, a potem powrócił do Tottenhamu. Spędził tam jeszcze pół roku.
W lipcu 2007 podpisał kontrakt z norweskim Lyn Fotball. W pierwszej lidze norweskiej pierwszy mecz zaliczył 21 lipca 2007 przeciwko Sandefjord Fotball (1:3). W sierpniu 2007, po rozegraniu jednego spotkania w barwach Lyn, odszedł do włoskiej Regginy Calcio. W Serie A zadebiutował 26 sierpnia 2007 w zremisowanym 1:1 pojedynku z Atalantą BC. W sezonie 2008/2009 zajął z klubem 19. miejsce w lidze i spadł z nim do Serie B.
W sierpniu 2009 roku został wypożyczony do Barnsley, grającego w Championship. W jego barwach pierwszy ligowy mecz zaliczył 22 sierpnia 2009 przeciwko Leicester City (0:1).
4 stycznia 2020 roku, włoski zespół Calcio Padova poinformował o jego zakontraktowaniu. Przeszedł do włoskiej drużyny na zasadzie wolnego transferu.

## Kariera reprezentacyjna
W reprezentacji Islandii Hallfreðsson zadebiutował 30 marca 2005 w bezbramkowo zremisowanym towarzyskim meczu z Włochami. Pierwszą bramkę w trakcie gry w drużynie narodowej zdobył 8 września 2007 w zremisowanym 1:1 meczu eliminacji Mistrzostw Europy 2008 z Hiszpanią. Ostatecznie na ten turniej jego reprezentacja nie awansowała. Obecnie Hallfreðsson powoływany jest do kadry na mecze eliminacji Mistrzostw Świata 2010.